# Eugenio Daneri

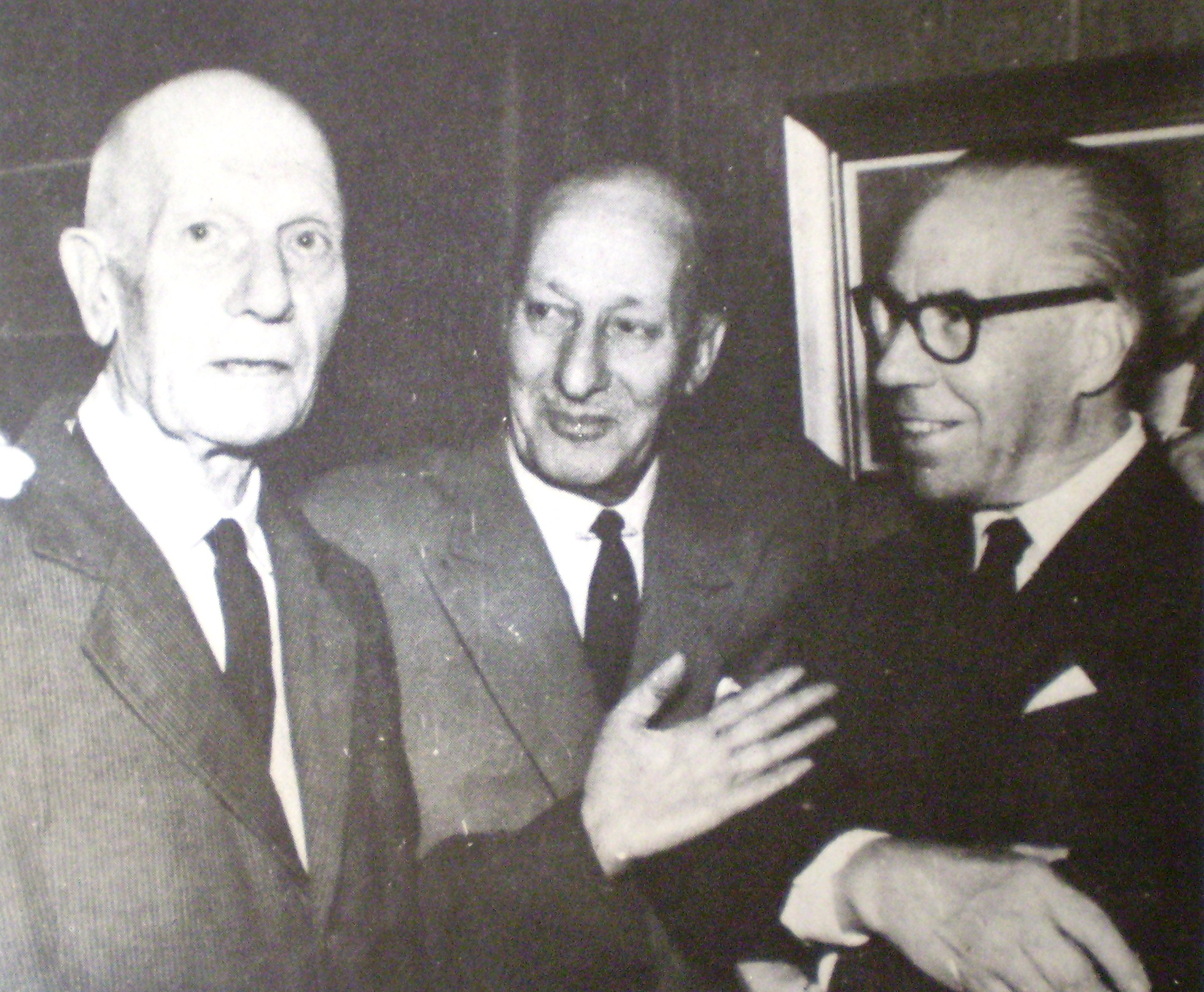
Eugenio Daneri (izquierda), Esteban Semino (centro) y Luis Falcini (derecha)

Santiago Eugenio Daneri (Buenos Aires, 25 de julio de 1881-Buenos Aires, 29 de junio de 1970) fue un pintor posimpresionista argentino, perteneciente al grupo de pintores de La Boca.
Nació en el barrio de la Recoleta, en la calle Junín entre Charcas y Paraguay; unos diez años después, con su familia, se mudaría al barrio de Barracas. Se formó, entre 1899 y 1904, en la Academia de la Sociedad Estímulo de Bellas Artes que se situaba en ese entonces en la sucursal argentina de Le Bon Marché —luego Galerías Pacífico—, con maestros como Ernesto de la Cárcova, Eduardo Sívori, Reinaldo Giudici y Ángel della Valle. Fue profesor de dibujo en escuelas dependientes del Consejo Nacional de Educación y de pintura en la Escuela Nacional de Bellas Artes Prilidiano Pueyrredón; entre sus discípulos se puede citar a Antonio Bermúdez Franco, Alfredo Gramajo Gutiérrez, Demetrio Urruchúa, Lola Frexas, Carlos Garaycochea, Mateo Mollo, Francisco Ramoneda y Osvaldo Argento. Fue uno de los primeros socios de la Sociedad Argentina de Artistas Plásticos (SAAP).
Su estilo se mantuvo desde sus inicios hasta su última obra: sin brillos ni contrastes estridentes, con temas relacionados principalmente con el barrio de La Boca, así como bodegones y retratos. La crítica de arte María Teresa Constantín escribió, en el catálogo de la muestra antológica «La mirada desde la sombra» realizada en 2008 en el Museo Benito Quinquela Martín:

... el (arte) de Daneri es un leve sermón susurrado desde la austeridad. Un predicamento callado desde los tonos bajos de su pintura.

El crítico de arte Damián Bayón dijo que el artista era 

una especie de Morandi por el color bajo y sordo con el que reinterpretó el paisaje urbano solo en ocres y grises.

## Obras
En 1961 se llevó a cabo, en el Museo Nacional de Bellas Artes, una muestra retrospectiva con ciento ocho obras y en 2008 se realizó la exposición «La mirada desde la sombra», con más de sesenta cuadros, en el Museo Benito Quinquela Martín. Algunas de sus pinturas:
- Caída de la tarde (1930), óleo sobre cartón de 61 x 78 cm. Colección Museo Nacional de Bellas Artes sede Neuquén (MNBA Neuquén).
- Día gris (1930), óleo sobre tabla de 50 x 61 cm. Colección Castagnino+macro.
- Calle de La Boca (1936), óleo sobre tabla de 20,5 x 32,5 cm. Colección Museo Nacional de Bellas Artes, Buenos Aires.
- Paisaje (1938), óleo sobre cartón de 57 x 74 cm. Colección Castagnino+macro.
- Casa de Vicente López (1939), óleo sobre madera. Colección del Museo Municipal de Bellas Artes Tandil.[7]
- Viejo muelle (1943), óleo sobre tela de 60 x 76 cm.[8]
- El zanjón (1943), óleo sobre tela de 67,3 x 76,6 cm. Colección Museo Provincial de Bellas Artes Franklin Rawson, San Juan.[9]
- La pérdida del hijo (1945), óleo sobre tela de 100 X 86 cm. Colección Museo Nacional de Bellas Artes, Buenos Aires.[10]
- Viviendas obreras (1946), óleo sobre tela de 44 x 66,5 cm. Colección Museo Nacional de Bellas Artes, Buenos Aires.[11]
- Naturaleza muerta (1947), óleo sobre cartón de 58,5 x 58,5 cm. Colección Castagnino+macro.[12]
- El libro de misa (1950), óleo.
- La hora del mate (1953), óleo de 84 x 64 cm.
- Cocina casera (1956).[13]
- Paisaje boquense (1956), óleo sobre cartón de 35 x 45 cm. Colección Konex.[14]
- Bodegón (1958), óleo sobre cartón de 50 x 60 cm.[15]
- Autorretrato (1958), óleo sobre tela de 90,5 x 70 cm. Colección Museo Nacional de Bellas Artes, Buenos Aires.
- Sarmiento, óleo sobre tela de 60 x 45 cm. Colección Museo Nacional de Bellas Artes, Buenos Aires.[16]
- Pensando (1961), óleo sobre tela. Colección Konex.[17]
- Puerto, óleo sobre cartón entelado de 30 x 40 cm. Colección del Museo de Arte Marino de Ushuaia

## Reconocimientos
Algunos de los premios recibidos:
- 1910. Exposición Internacional del Centenario, medalla de bronce por la obra Figura.
- 1915. V Salón Nacional, premio estímulo por la obra Barcas abandonadas.
- 1931. Salón Nacional, segundo premio.
- 1937. Exposición Internacional de París, diploma de honor.
- 1939. Salón Municipal, segundo premio.
- 1943. XXXIII Salón Nacional de Bellas Artes, primer premio por la obra El puente.[5]
- 1945. I Salón Municipal de Otoño de Artes Plásticas, primer premio por la obra Composición.[2]
- 1945. XXXV Salón de Artes Plásticas, Gran Premio Adquisición por la obra Pérdida del hijo.[10]
- 1948. Premio Fondo Nacional de las Artes Dr. Augusto Palanza.
- 1948. XXVII Salón de Rosario, primer premio Adquisición por la obra Naturaleza muerta.[12]
- 1965. Senado de la Nación Argentina, medalla de oro por la obra La costurera.